# Antoni Grabowski

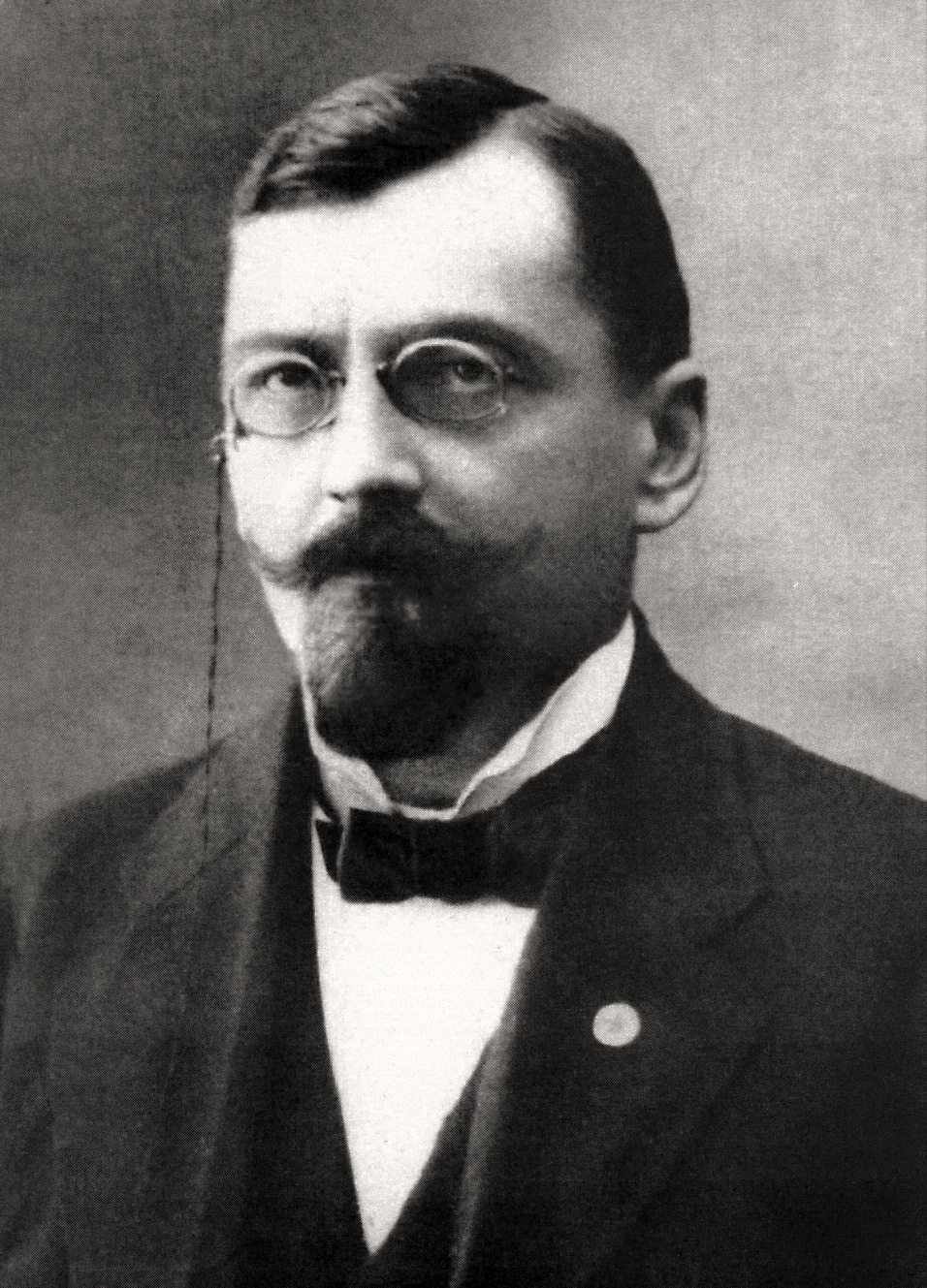
Antoni Grabowski

Antoni Grabowski (* 11. Juni 1857 in Nowe Dobra bei Chełmno, Russisches Kaiserreich; † 4. Juli 1921 in Warschau) war ein polnischer Chemieingenieur und früher Esperanto-Aktivist, der vor allem durch seine Übersetzungen einen bedeutsamen Einfluss auf die Entwicklung des Esperantos zur Literatursprache nahm.

## Ausbildung und Beruf

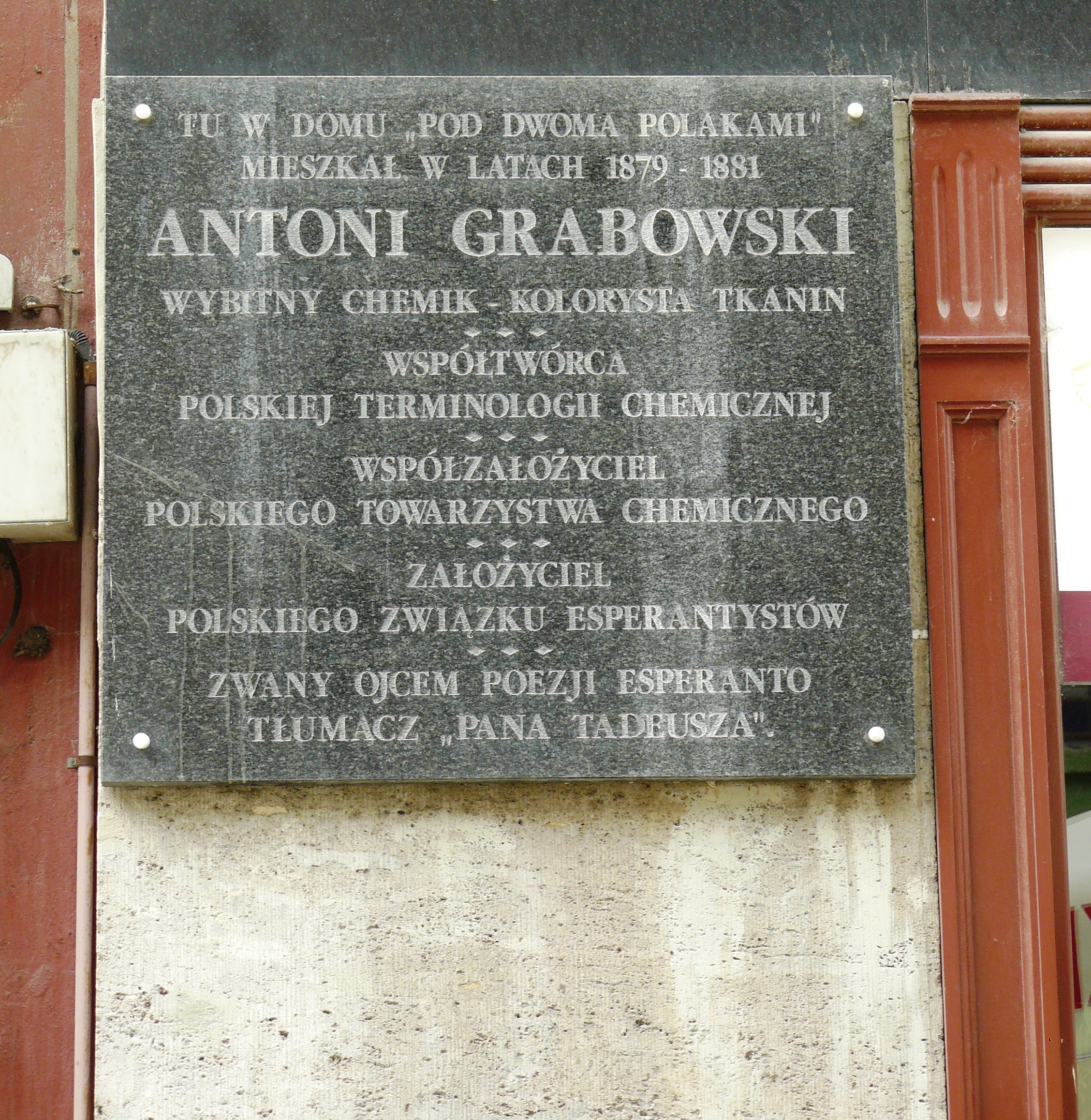
Gedenktafel in Breslau

Bald nach seiner Geburt zieht die Familie von Nowe Dobre nach Thorn (Toruń) um. Aufgrund der Armut seiner Eltern, muss Antoni schon nach dem Abschluss der Grundschule zu arbeiten anfangen.
Dennoch bereitet er sich, angetrieben von einem großen Lernwillen, völlig selbstständig auf die Aufnahmeprüfung zum Gymnasium vor, die er mit ausgezeichneten Ergebnissen besteht.
Am Thorner Gymnasium „Nikolaus Kopernikus“ ist er mit seinem Wissen den Gleichaltrigen weit voraus und wird zweimal in eine höhere Klassenstufe versetzt. 1879 bessert sich die finanzielle Lage der Familie, nach seiner Abiturprüfung studiert Grabowski Philosophie und Naturwissenschaften an der Universität Breslau.
Anschließend arbeitet er zunächst als Chemieingenieur im Praktikum in Zawiercie und an einigen Orten, die heute zu Tschechien gehören, und schließlich als Leiter einer Textilfabrik in Iwanowo-Wosnjesensk 250 km nordöstlich von Moskau.
Währenddessen führt er seine eingehenden Studien chemischer Probleme fort. Eine Vielzahl von Erfindungen und technologischen Neuerungen machen ihn unter Fachleuten in ganz Europa bekannt. Grabowski wird in die Kommission berufen, die mit der Ausarbeitung der polnischen technischen Terminologie beauftragt wird. Einige Jahre später, im Jahre 1906, erscheint sein „Słownik chemiczny“, das erste polnische Chemie-Wörterbuch.

## Esperanto und Literatur
Bereits während seiner Universitätszeit entwickelt Antoni Grabowski ein tiefgreifendes literarisches Interesse.
So ist er Mitglied der Literarisch-Slawischen Gesellschaft (Towarzystwo Literacko-Słowianskie). Doch das Engagement Grabowskis beschränkt sich keineswegs auf die polnische Sprache und Literatur; nach und nach erlernt er eine beachtliche Zahl von Sprachen und wird wahrhaft polyglott. Später wird er neben seiner Muttersprache neun weitere Sprachen sprechen und mindestens 15 weitere passiv gebrauchen. Vor diesem Hintergrund überrascht es nicht, dass sich der Student Grabowski auch für die Idee einer internationalen Sprache interessiert.

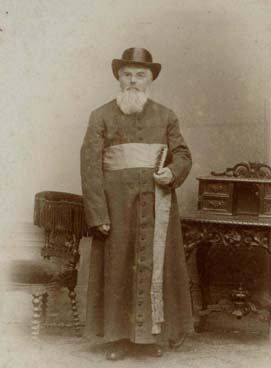
Johann Martin Schleyer

Diese Rolle beansprucht zu dieser Zeit Volapük, also lernt es Grabowski.
Als er jedoch Johann Martin Schleyer, den Autor dieses Sprachprojektes, besucht, zeigt sich, dass Schleyer nicht im Stande ist, Volapük fließend zu sprechen. Beide unterhalten sich schließlich auf Deutsch.
Nach dieser Enttäuschung gibt Grabowski die Beschäftigung mit Volapük auf, nicht jedoch die Idee einer internationalen Plansprache.
Im Jahre 1887 studiert er die im gleichen Jahr erschienene Broschüre „Dr. Esperanto. Internationale Sprache. Vorrede und vollständiges Lehrbuch“ von Ludwik Zamenhof, in der dieser sein Sprachprojekt vorstellt, welches bald unter dem Namen „Esperanto“ bekannt werden wird.
Grabowski ist beeindruckt von der transparenten Struktur des Esperanto und von dem in dieser Sprache erstaunlich rasch zu erwerbenden Ausdrucksvermögen. Er reist nach Warschau, besucht Zamenhof und es ergibt sich die erste mündliche Unterhaltung in Esperanto.
Ebenso wie Zamenhof ist sich Grabowski der Bedeutung bewusst, welche die Literatur für die Entwicklung der Sprachen hat und insbesondere für die des Esperantos, das sich damals gerade anschickt den Weg vom Sprachprojekt hin zu einer in allen Lebensbereichen voll funktionsfähigen Sprache zu beschreiten.
In diesem Sinne wird Grabowski schon bald tätig; 1888 erscheint in seiner Übersetzung „Der Schneesturm“ von Alexander Puschkin, 1889 folgen „Die Geschwister“ von Johann Wolfgang von Goethe, um nur die ersten Publikationen zu nennen.
Anfang der 1890er Jahre ist Grabowski unzufrieden mit der Langsamkeit, mit der sich Esperanto ausbreitet und da er annimmt, die Gründe lägen in Unvollkommenheiten der Sprache, plädiert er für Reformen. Bei der Abstimmung, die 1894 stattfindet, stimmt er jedoch gegen Reformen und hält zukünftig an den Grundlagen der Sprache, dem so genannten  Fundamento de Esperanto, fest.
Grabowski ist langjähriger Vorsitzender der 1904 gegründeten Warschauer Esperantisten-Gesellschaft sowie der aus ihr 1908 hervorgegangenen Polnischen Esperanto-Gesellschaft.
Seit dem gleichen Jahr ist er Direktor der Grammatik-Sektion der Esperanto-Akademie.
Er veröffentlicht Artikel und hält Vorträge über Esperanto und organisiert Sprachkurse.
In den Jahren 1908 bis 1914 leitet Grabowski die ersten Esperantolehrgänge an (einigen Warschauer) Schulen. Bereits 1908 beschreibt er in einem Artikel die besondere Eignung des Esperantos als Einführung (Propädeutik) in den Sprachunterricht. Dabei zeigt er an konkreten Beispielen in welchem Maße vorausgegangener Esperanto-Unterricht den Lernerfolg im Französisch- und Lateinunterricht erhöht (eine der Öffentlichkeit der damaligen Zeit noch völlig unbegreiflich erscheinende Feststellung!).
Die 1913 erschienene Anthologie „Vom Parnass der Völker“ umfasst 116 Gedichte, die 30 Sprachen und Kulturen repräsentieren. Sechs der Gedichte wurden in Esperanto verfasst, 110 übersetzt.
Durch die Ereignisse des Ersten Weltkrieges wird Grabowski von seinen nach Russland geflüchteten Familienangehörigen getrennt. Krank und vereinsamt bleibt er in Warschau zurück. In dieser Situation übersetzt er das polnische Nationalepos „Herr Thaddäus“ („Pan Tadeusz“) von Adam Mickiewicz. Im Rahmen seiner genauen und formtreuen Übersetzung erprobt er latente Potentiale der Plansprache und gibt somit der weiteren Entwicklung der esperantosprachigen Poesie bedeutsame Impulse.
Der inzwischen chronisch Herzkranke kann sich eine entsprechende medizinische Behandlung nicht leisten. Er lebt in bedrückender Geldnot. Als seine Familie nach Kriegsende zurückkehrt, ist er körperlich nahezu ausgezehrt. Dennoch setzt er seine Arbeit für Esperanto unbeirrt fort, bis er 1921 nach einem Herzanfall stirbt.